# Lucrezia Crivelli

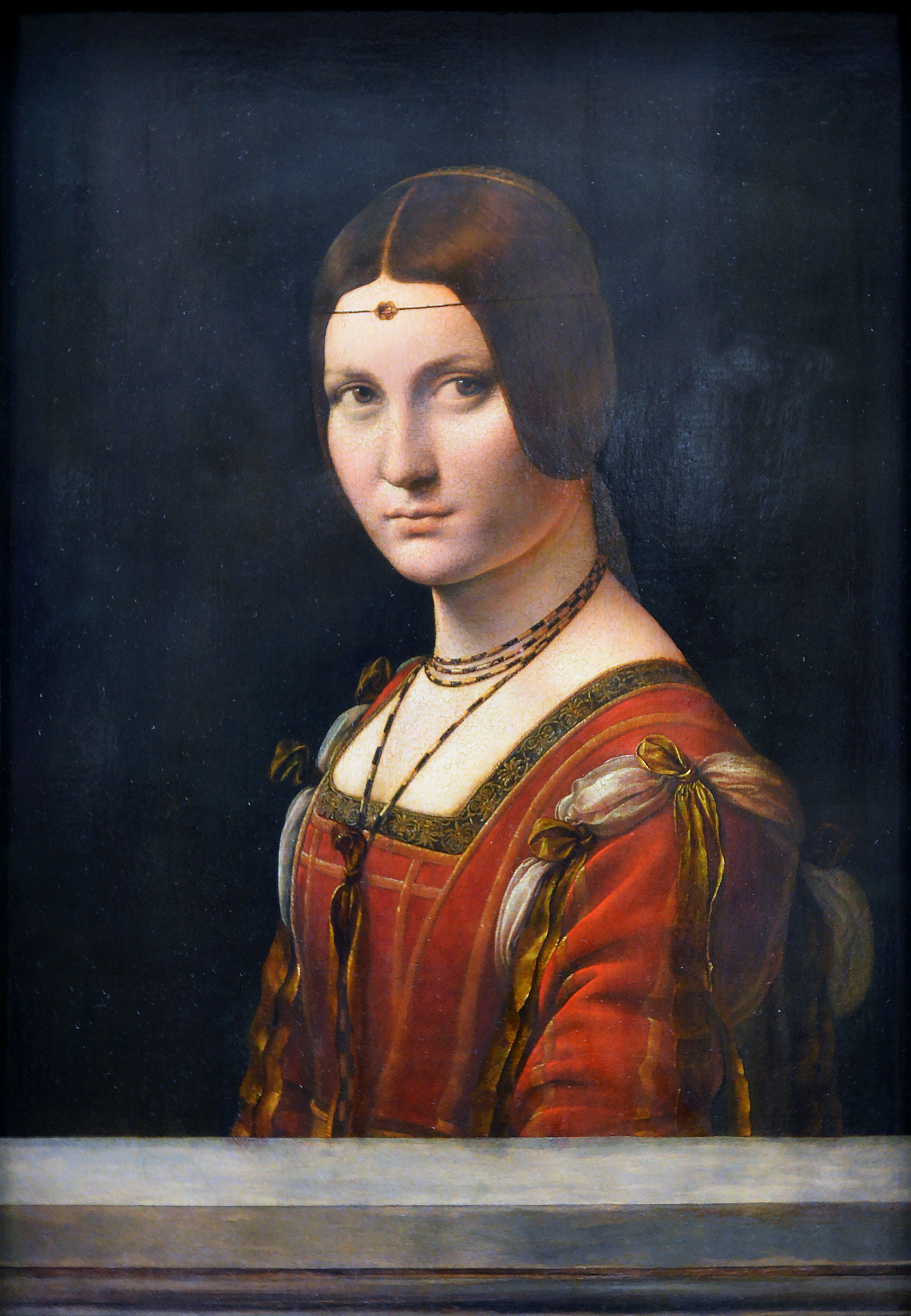
La Belle Ferronnière di Leonardo da Vinci, ritenuto da molti un ritratto di Lucrezia Crivelli

Lucrezia Crivelli (1464? – Canneto sull'Oglio, 12 aprile 1534) fu amante di Ludovico il Moro, duca di Milano e madre di Giovanni Paolo I Sforza, primo marchese di Caravaggio.

## Biografia
Figlia di Bernabò di Andrea Crivelli, Lucrezia era una dama di compagnia della duchessa di Milano Beatrice d'Este. La sua data di nascita è calcolata al 1464 sulla base della notizia - rinvenuta da Emilio Motta - di una Lucrezia Crivelli che morì settantenne il 12 aprile 1534 nella parrocchia di Santa Maria della Porta, tuttavia non concorda con le descrizioni di una donna che nel 1500 è definita ancora giovane per i canoni dell'epoca.
Nell'aprile 1494 sposò Giovanni Andrea da Monastirolo, cameriere cremonese di Bona di Savoia, al quale diede una figlia di nome Bona. Poiché di norma l'età per le nozze si aggirava intorno ai 14-15 anni, ciò lascia credere che Lucrezia fosse ancora giovanissima, e non già trentenne come sostengono alcuni storici sulla base del Motta.

### Amante del duca

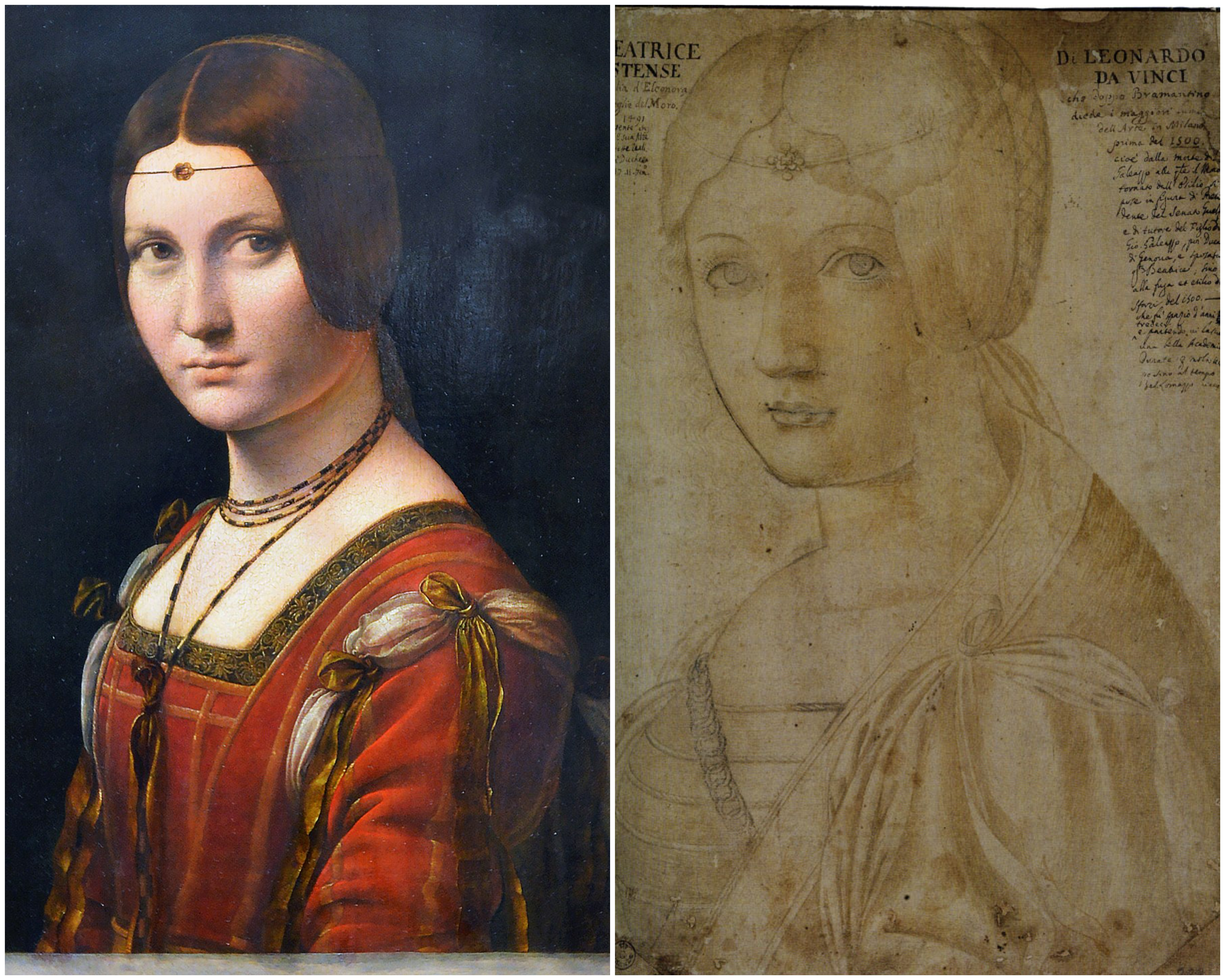
La Belle Ferronnière e il presunto Ritratto di Beatrice d'Este messi a confronto: la posa è simile, ma diverso il vestiario; anche lo sguardo varia sensibilmente.

Non è chiaro quando ebbe inizio la sua relazione col duca Ludovico il Moro, marito di Beatrice. Forse già nell'agosto 1495, poiché Girolamo Stanga in una lettera del 13 alla marchesa di Mantova Isabella d'Este - desiderosa di sapere se la sorella fosse a conoscenza delle relazioni extra-coniugali del marito - comunica che Ludovico tradiva già la moglie con una sua damigella (la cui identità non è rivelata), ma lo faceva "cum grande modestia et tanto cautamente del mondo". Quanto a Beatrice, o ignorava tutto, o fingeva abilissimamente di ignorare, come aveva fatto del resto già al tempo di Cecilia Gallerani, quando fieramente aveva dichiarato alla cugina che "fingeva non savere cosa alcuna, come se niente fosse, ma che non era sì ignorante e grossa [stupida] che non savesse e intendesse ogni cosa".
(Emporium, rivista mensile illustrata d'arte, letteratura, scienze e varieta, Volumi 31-32, 1910, p. 376.)
In quel periodo, i coniugi erano rimasti separati per alcuni giorni, forse settimane: il 27 giugno Beatrice si era recata all'accampamento militare di Vigevano e lì si trovava ancora ai primi di luglio, mentre Ludovico era rimasto nel castello di Milano, come assicura Marin Sanudo. Non è chiaro invece quando si fossero ricongiunti, ma sicuramente già il 2 Agosto, quando insieme si recarono all'accampamento di Novara per dirigerne l'assedio.
Secondo la ricostruzione offerta dalla biografa Silvia Alberti de Mazzeri, i rapporti fra i coniugi avevano cominciato a deteriorarsi già tra la fine del 1494 e il principio 1495: la politica altalenante del Moro aveva rivelato tutte le sue debolezze e contraddizioni, e Beatrice non si sentiva più attratta da lui come una volta. Ludovico da parte sua, sebbene l'amasse ancora tantissimo, non trovava più gusto nel sorprendere con la propria generosità una moglie che, ormai ricca e potente proprio a causa delle sue cospicue donazioni, non aveva più bisogno di lui per soddisfare le proprie esigenze, e cercava perciò soddisfazione altrove: nella più povera cognata Isabella d'Este, che lusingava con strepitosi regali, e nell'amante Lucrezia. Quest'ultima non avrebbe costituito dunque altro che uno sfogo.
Si può dire con sicurezza che la relazione fosse già iniziata nel 1496, poiché sul finire dell'anno così riferisce l'Anonimo Ferrarese: «tuto il suo piacere [di Ludovico] era cum una sua fante, che era donzella de la moie [...] cum la quale el non dormiva già boni mesi, siché era mal voluto». A Ferrara correva cioè voce che Ludovico non dormisse più con la moglie a causa di Lucrezia, e per tale motivo era malvisto dai cittadini; in verità non è chiaro da quanti mesi avvenisse questo, perché nell'estate Beatrice si trovò incinta per la terza volta.
A quest'epoca risale inoltre un suo presunto ritratto realizzato da Leonardo da Vinci che ha il titolo francese di Belle Ferronnière e che oggi si trova al Museo del Louvre a Parigi.

### Morte della duchessa
Il cronista Francesco Muralto precisa che Beatrice "era onorata con grandissima cura da Ludovico, benché egli accogliesse come concubina Lucrezia dalla famiglia dei Crivelli; la qual cosa per quanto rodesse le viscere della consorte, l'amore tuttavia da lei non si allontanava". La duchessa tentò, senza successo, di bandire la stessa Lucrezia dalla corte, ma morì, per cause poco chiare - ufficialmente di parto - il 2 gennaio 1497. Due mesi dopo, l'8 Marzo, Lucrezia diede alla luce un figlio illegittimo del duca, Giovanni Paolo, divenuto poi marchese di Caravaggio.
La morte improvvisa della moglie determinò un cambiamento profondo nell'animo di Ludovico, che si rifugiò nella spiritualità. Egli riconosceva di aver maltrattato la moglie negli ultimi tempi e diceva di esserne pentito "sino al anima", e che in ogni sua preghiera a Dio chiedeva soltanto di poter rivedere Beatrice un'ultima volta per poterle chiedere perdono. Ne conseguirono tutta una serie di pratiche religiose volte a propiziare il ricongiungimento fra i due, ossia digiuni, penitenze, elemosine e, come pare, anche una (momentanea) interruzione della sua relazione con la Crivelli, poiché almeno fino all'aprile 1497 risulta che Ludovico "viveva casto".
Secondo lo storico Robert de La Sizeranne, la duchessa Beatrice non fu mai troppo gelosa di Lucrezia: se vi fosse stata qualche scenata violenta verso il coniuge, ne sarebbe rimasta traccia nella corrispondenza, invece non si trova nulla di simile. Non è dunque possibile sapere cosa pensasse Beatrice dell'infedeltà del coniuge, ma lo storico ritiene ch'ella non lo abbia mai ripagato in egual maniera, ossia che al contrario gli sia rimasta fedele. Inoltre la passione del Moro verso Lucrezia non sarebbe sopravvissuta oltre la morte della moglie, poiché quella che prima appariva una "passione violenta", sembrò trasformarsi poi in semplice riconoscenza.

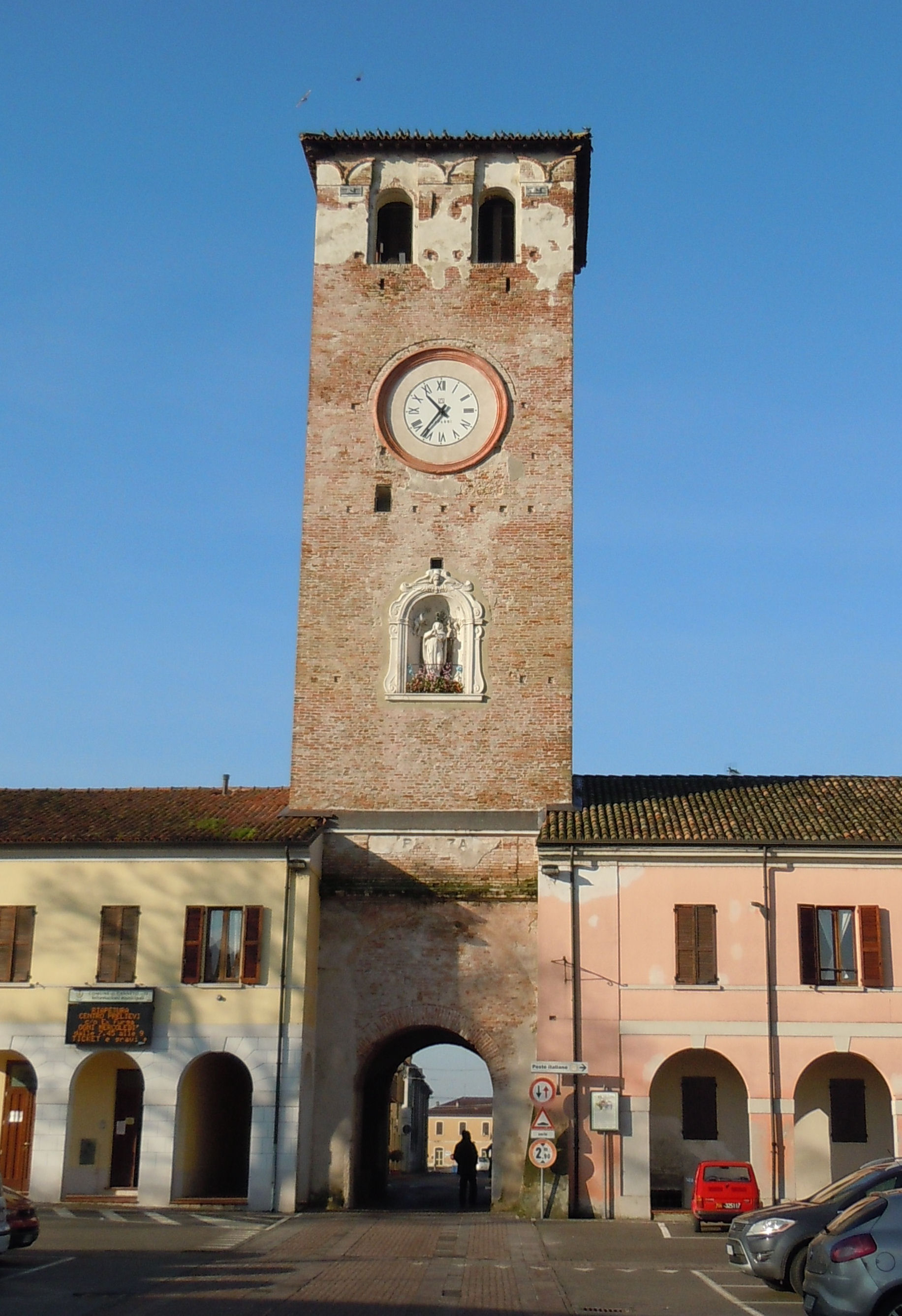
Canneto sull'Oglio, torre del castello

### Disfatta del Moro
Malgrado questa sua fase di rigoroso ascetismo seguito alla vedovanza, pare che la relazione durasse ufficialmente fino alla sua rovinosa caduta nel 1499, quando il ducato fu invaso dai francesi, poiché Lucrezia si trovò una seconda volta incinta. Il primo settembre 1499, dopo essersi recato un'ultima volta in visita alla tomba della moglie, Ludovico coi suoi più fedeli cortigiani e buona parte del tesoro ducale fuggì verso la Germania. Non è chiaro però perché, avendo già messo in salvo i figli sulla via di Como, egli non avesse pensato di portare con sé anche l'amante. Mentre infatti tentava di seguirlo, Lucrezia fu presa prigioniera, insieme al figlio Giampaolo, e trattenuta a Milano nella casa del vescovo di Como.
In seguito cercò rifugio presso la marchesa Isabella d'Este, sorella di Beatrice, portandosi dietro anche il piccolo Gian Paolo e le enormi ricchezze accumulate grazie ai propri servigi, che aveva nascosto per mezzo di fidati servitori. Quando capì che la marchesa era intenzionata a sistemarla in un convento, ella le confessò la propria gravidanza. Isabella le mise allora a disposizione la rocca di Canneto, presso Mantova. Qui Lucrezia visse per diversi anni insieme ai figli.
Il marito Giovanni Andrea le morì entro il luglio del 1500. Ancora «giovene et con li picoli e vedova», Lucrezia si risposò con Gaspare del Conte, ma il marito morì prima del 1508, lasciandola «cum pocha roba e senza substantia alcuna». Rientrò a Milano solo dopo tredici anni di esilio.

## Discendenza
Al marito Giovanni da Monastirolo diede una figlia nota: Bona, vivente ancora nel 1520, la quale sposò Giovanni Pietro Bergamini (figlio di Cecilia Gallerani e del marito Ludovico Carminati di Brembilla).
All'amante Ludovico Sforza diede due figli: Giampaolo e uno nato nel 1500.

## Profilo di giovane donna

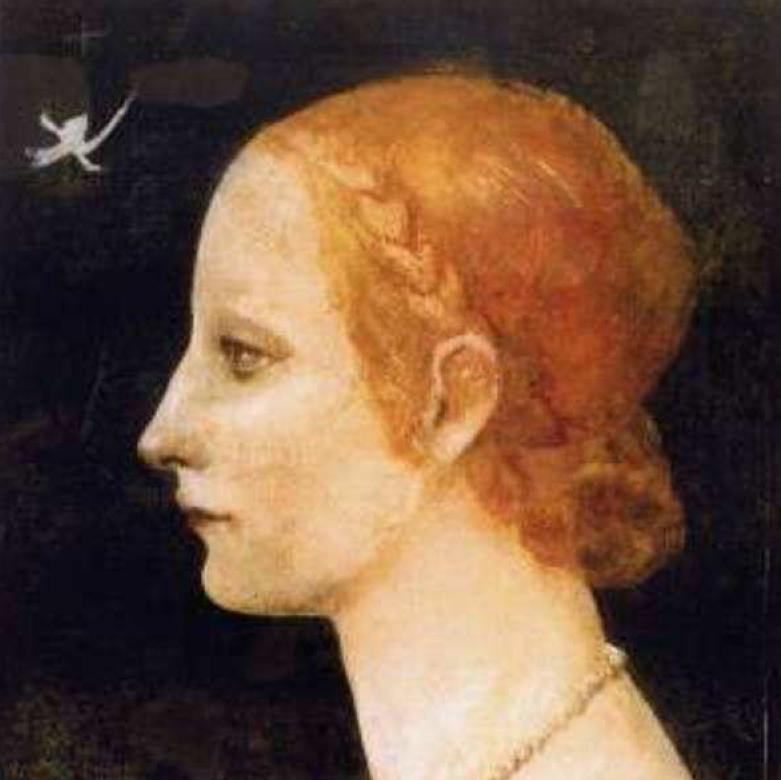
Leonardo (attr.), Profilo di giovane donna.

Negli ultimi anni, il dipinto originale di Lucrezia Crivelli (Profilo di giovane donna), da secoli custodito dalla famiglia Crivelli, è stato esposto al pubblico, nel corso di un'importante mostra a Speyer, in Germania (Historisches Museum der Pfalz, dal 10 giugno al 19 novembre 1995). Ma nonostante l'enorme successo del dipinto presso il grande pubblico, gli elementi sorprendenti del vero dipinto Crivelli sono da ricercare nell'esame di Pinin Brambilla Barcilon (restauratrice dell'Ultima Cena), la quale ha riscontrato che alcuni pigmenti del quadro sono gli stessi del murale milanese.